# قصر الشعب (الكويت)
قصر الشعب، تم بناءه عام 1916 في عهد حاكم الكويت التاسع الشيخ سالم المبارك الصباح وهو أول من سكنه ، وبعد وفاته سكنه أخيه  الشيخ حمد المبارك الصباح ، ويقع  في منطقة الشعب الساحلية والتي تتبع لمحافظة حولي، كما أجريت العديد من التعديلات على القصر من الخارج والداخل في عهد حاكم الكويت الحادي عشر الشيخ عبد الله السالم الصباح بين العامين 1950 وحتى العام 1965 ، ثم إستقر فيه أخيرا إبنه الأمير الرابع عشر سعد العبد الله السالم الصباح حتي وفاته.

## محتوايته
بعد أن سكنه حاكم الكويت انذاك الشيخ عبد الله السالم الصباح أجري عليه بعض التعديلات خلال فترة حكمه التي كانت من 1950 إلى عام 1965، وكان القصر يحتوي على ديوان وحوش كبير للعائلة، وجناح خاص له يطل مباشرة على البحر، وجناح آخر للضيوف ، وكان للقصر ثلاث بوابات وبداخله إسطبل للخيول وقسم للحرس الخاص ، وفي عام 1973 أجرى  له الشيخ سعد العبدالله تصليحات جذرية على القصر وتغير شكله الخارجي ليواكب العصر ، بعد أن توسعت مساحته ليبلغ 257 الف متر مربع. 

## أعلام
- حصة سعد العبد الله الصباح
- فهد سعد العبد الله الصباح